# Goldener Winkel 1

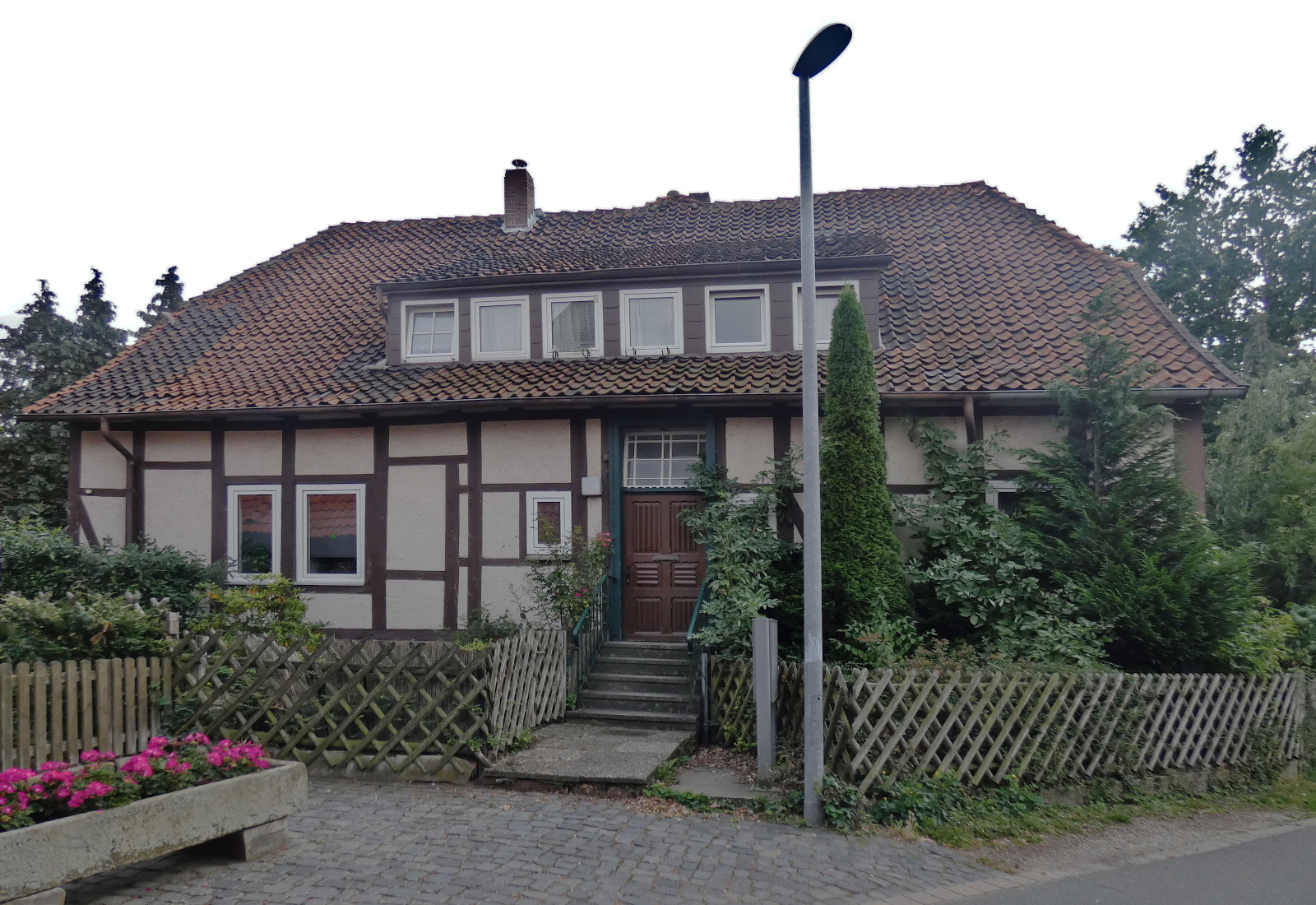
Das Gebäude Goldener Winkel 1 in Northen

Das Gebäude Goldener Winkel 1 in Northen, einem Stadtteil von Gehrden in der Region Hannover in Niedersachsen, ist denkmalgeschützt.

## Beschreibung
Das Gebäude Goldener Winkel 1 ist ein im Jahr 1828 auf einem hohen Sockel errichtetes Wandständerfachwerkhaus. Es bildet zusammen mit der benachbarten St.-Michaelis-Kapelle und dem dieser gegenüber stehenden Vierständergebäude Goldener Winkel 4 eine Gruppe denkmalgeschützter baulicher Anlagen im eng bebauten alten Ortskern.
Der Fachwerkbau wurde 1828 als neues Northener Schulhaus errichtet. Es gab schon zuvor eine Schule und schon aus dem Jahr 1689 wird die Familie eines Lehrers im Ort erwähnt.
Als in den 1850er Jahren die 31 Gebäude in Northen Hausnummern zugeteilt bekamen, war das Schulhaus die Nummer 30.
Im Jahr 1893 war an das Gebäude ein großer Klassenraum angebaut worden. Der Unterricht erfolgte noch nach dem Zweiten Weltkrieg in einem einzigen Raum. Die beiden Lerngruppen, Oberstufe und Unterstufe mit je einem Lehrer, wechselten sich halbtags ab.
Im Jahr 1951 zog die Schule um in ein auf einer Teilfläche der durch die Gemeinde Northen erworbenen ehemaligen Hofstelle Brennereiweg 1 an der Seite der Brunnenstraße neu errichtetes Gebäude.
Das ehemalige Schulhaus neben der Northener Kapelle dient heute als privates Wohnhaus.